# Imola
Imola (Iômla na lokalnom dijalektu), grad i općina u pokrajini Bologni, smješten na rijeci Santerno, u regiji Emilia-Romagna na sjeveru Italije. Grad se tradicionalno smatra zapadnim ulazom u povijesnu regiju Romagnu.
Trenutno je najpoznatija kao dom staze Autodrom Enzo e Dino Ferrari i Velike nagrade San Marina u Formuli 1. Utrka nazvana prema obližnjoj nezavisnoj republici San Marino, koja je premalena da ugosti veliku nagradu, općenito se naziva "Imola".

## Povijest
Grad se u antici zvao Forum Cornelii prema rimskom diktatoru L. Korneliju Suli koji ga je osnovao 82. pr. Kr. Grad je bio poljoprivredno i trgovinsko središte poznato po keramici.
Naziv Imola prvi put koriste Lombardi u sedamnaestom stoljeću, a označavao je utvrdu (današnji Castellaccio, čija se gradnja pripisuje Lombardu Clefiju) čije je ime postalo ime samog grada. Prema Pavlu Đakonu, Imola je 412. godine bila mjesto vjenčanja Ataulfa, kralja Vizigota, s Galom Placidijom, kćeri cara Teodozija Velikog. U Gotskom ratu (535. – 554.), i nakon invazije Langobarda, naizmjenično su njome upravljali Bizantinci i barbari.
Pod Ravenskim egzarhatom došla je pod papinu vlast. U devetom stoljeću Fausto Alidosi hrabro je obranio grad od Saracena i Mađara. U desetom stoljeću Troilo Nordiglio je stekao ogromnu moć. U ovom i sljedećim stoljećima uslijedili su neprekidni ratovi protiv Ravenaca, Faentinaca i Bolonjaca, kao i međusobni sukobi Castrimolesa (od Castro Imolese, 'imolski dvorac') i Sancassianesa (od San Cassiano). Usred ovih sukoba oblikovan je republikanski ustav grada. U natjecanju između pape i cara, Imola je pretežno bila gibelinska, iako se često vraćala papama (npr. u 1248.). Nekoliko puta moćni su gospodari pokušali steći vlast nad gradom (Alidosi, 1292.; Maghinardo Pagano, 1295.). Papa Benedikt XII. predao je grad i njegov teritorij Lippu II. Alidosiju, davši mu naslov pontifikalnog vikara, čija se moć zadržala unutar obitelji Alidosi sve do 1424. kada je kondotijer Angelo della Pergola, "capitano" u službi Filippa Marije Viscontija, preuzeo nadmoć (vidi Ratovi u Lombardiji). Godine 1426. grad je vraćen pod upravu Svete Stolice, a legat (kasnije kardinal) Capranica inaugurirao je novi režim u javnim poslovima.
Imolom su kasnije vladali razni kondotjeri poput Viscontija iz čijeg je razdoblja ostalo nekoliko značajnih utvrda. U godinama 1434., 1438. i 1470. Imola je povjerena Sforzama koji su postali gospodari Milana. Opet je dovedena pod papinu vlast kada je darovana kao miraz Katerine Sforze, zaručnice Girolama Riarija, nećaka pape Siksta IV. Riario se založio s Principatom Forlìja i Imole. To se pokazalo povoljnim za Imolu koja je ukrašena lijepim palačama i umjetničkim djelima (npr. u katedrali, grobnica Girolama kojeg su 1488. ubili urotnici iz Forlija). Vlast Riarijevaca ipak je bila kratka pošto je Aleksandar VI. oduzeo Ottavijanu, Girolamovom sinu, vlast pa se 25. studenog 1499. grad predao Cezaru Borgiji. Nakon njegove smrti dvije frakcije, pod vodstvom Galeazza Riarija i Crkve, natjecale su se oko vlasti nad gradom. Crkvena stranka je pobijedila pa je 1504. Imola podložena papi Juliju II. Posljednji trag ovih natjecanja bilo je ljuto neprijateljstvo između obitelji Vaini i Dassatelli.
Godine 1797. revolucionarne francuske snage uspostavile su privremenu vladu u Imoli, 1799. okupirali su je Austrijanci, a 1800. ujedinjena je u Cisalpinsku Republiku. Nakon toga dijelila je sudbinu s ostatkom regije Romagna.

## Glavne znamenitosti
- Rocca Sforzesca (Sforzin dvorac), izgrađena za vrijeme vladavine Girolama Riarija i Katerine Sforze.
- Palazzo Tozzoni (Tozzonijeva palača), gradio ga je između 1726. i 1738. arhitekt Domenico Trifogli, gradski muzej umjetnosti od 1981.

Vrijedne su također i Farsettijeva i Općinska palača. U potonjoj je freska koja prikazuje Klementa VII. i Karla V. (1535.) kako prolaze kroz grad. Gradsku knjižnicu osnovao je 1747. konventualac padre Setti. U 16. stoljeću cvala je Accademia degli Industriosi.

## Slavni Imoljani
| - Papa Honorije II. - Benvenuto Rambaldi da Imola, Danteov predavač na Sveučilištu u Bologni u 14. stoljeću - Taddeo della Volpe, plaćenički kapetan u službi papa i Venecije (godine 1510. Venecija mu je dodijelila stijeg koji je nosio sliku lisice i sljedeće devize: SIMUL ASTU ET DENTIBVS UTAR) - Giovanni Sassatelli, nazvan Cagnaccio 'zao pas', također kapetan - Ottaviano Vestri i njegov sin Marcello Vestri, slavni pravnici u 16. i 17. stoljeću - Innocenzo da Imola - Andrea i Giuseppe Bagnari, poznati po svojoj vještini umetanja radova | - Cosimo Morelli, arhitekt koji je projektirao Baziliku sv. Petra u Rimu - Innocenzo di Pietro Francucci da Imola, slikar, učenik Francije i Gasparea Sacchija, istaknutih slikara, nazvan prema svom mjestu rođenja - Sveti Hipolit Rimski, autor - Prema tradiciji, Sveti Kasijan Imolski bio je u Imoli učitelj i mučenik za vrijeme vladavine cara Julijana Apostata u 4. stoljeću. - Sveti Petar Krizolog, biskup i crkveni naučitelj, rođen i služio kao đakon u Imoli - Andrea Costa, političar, smatra se jednim od osnivača socijalizma u Italiji - Fausto Gresini, vodi uspješan MotoGP tim |

## Medalje i nagrade
- Dana 12. lipnja 1984. Imoli je dodijeljena Medaglia d'Oro al Valor Militare (Zlatno ljubičasto srce) za ulogu grada u talijanskom pokretu otpora
- Dana 2. lipnja 1971. gradu je dodijeljena Medaglia d'oro ai benemeriti della scuola della cultura e dell'arte (Zlatna medalja za zasluge škole kulture i umjetnosti).

## Pobratimi
- Pula, Hrvatska
- Colchester, Ujedinjeno Kraljevstvo
- Gennevilliers, Francuska
- Weinheim, Njemačka

## Više informacija
- Imolska biskupija
- Azienda USL di Imola (tal.)
- Sito Ufficiale Autodromo Enzo e Dino Ferrari  Arhivirana inačica izvorne stranice od 18. svibnja 2011. (Wayback Machine) (tal.)